# Drywjaty
Der See Drywjáty (belarussisch Дрывяты) ist ein rund 36 Quadratkilometer großes Stillgewässer in Belarus. Er liegt im Rajon Braslau in der Wizebskaja Woblasz innerhalb des Nationalparks Braslauer Seen. Er ist der fünftgrößte See, der ganz in Belarus liegt. Am Nordufer des Sees liegt als Rajonszentrum die Stadt Braslau. Der See wird von der Drujka zur Düna entwässert.

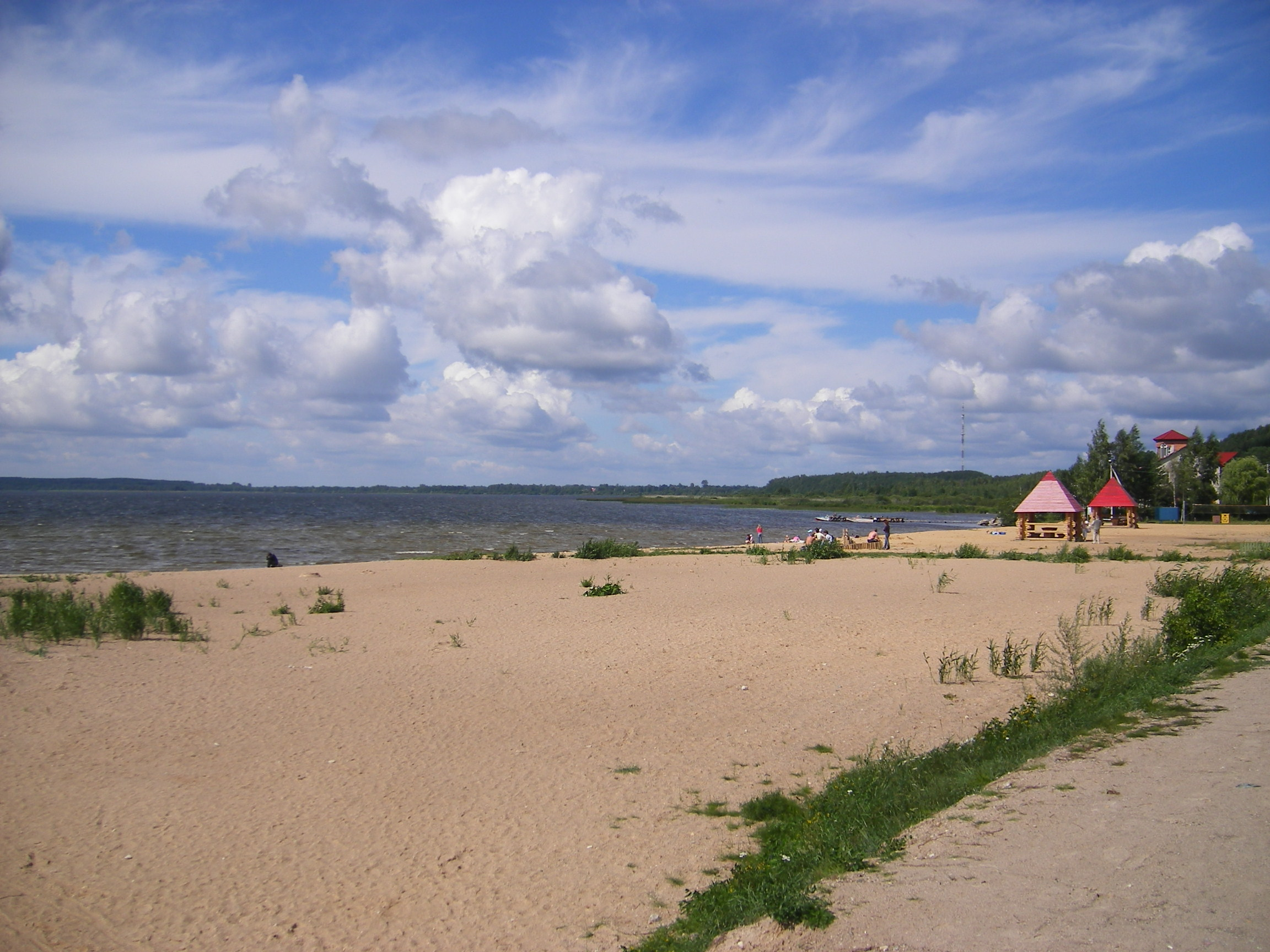
Strandabschnitt am See